# Velich Rita
Velich Rita (Budapest, 1969. március 9. –) Jászai Mari-díjas magyar díszlet- és jelmeztervező.

## Életpályája
1993-ban végzett a Képzőművészeti Főiskola díszlet- és jelmeztervező szakán. Több fővárosi és vidéki színházban is dolgozott. A Budapesti Operettszínház jelmeztervezője.
Elvált. Egy gyermeke van: Lőrinczy Lia (1997). 

## Díjai és kitüntetései
- Jászai Mari-díj (2018)